# Dolno Kalaslari
Dolno Kalaslari (en macédonien Долно Каласлари) est un village du centre de la Macédoine du Nord, situé dans la municipalité de Vélès. Le village comptait 446 habitants en 2002.

## Démographie
Lors du recensement de 2002, le village comptait :
- Macédoniens : 443
- Serbes : 1
- Autres : 2